# Tetrasiphon jamaicensis
Tetrasiphon jamaicensis är en benvedsväxtart som beskrevs av Ignatz Urban. Tetrasiphon jamaicensis ingår i släktet Tetrasiphon och familjen Celastraceae. Inga underarter finns listade.